# 라카 혁명전선
라카 혁명전선(جبهة ثوار الرقة Jabhat Thūwwār ar-Raqqah[*]), 또는 라카 혁명주의자전선은 시리아 내전에 참여하는 반군 집단이다. 현재 이 단체는 시리아 민주군에 참여하고 있으며 미국 주도 연합군의 시리아 내전 개입에서 후원을 받고 있다. 2012년 9월 라카 혁명여단(لواء ثوار الرقة Liwā' Thūwwār ar-Raqqah[*]).이라는 이름으로 창설되었다.

## 라카 혁명여단
라카 혁명여단은 2013년 말 락까에서 알누스라 전선과 동맹을 맺었으나 알누스라 전선과 알카에다 지도층 사이의 정치관계를 목격한 후 2014년 1월 동맹을 파기했다. 라카 혁명여단은 라카에서 이슬람 국가 사이의 전투를 이끌었다. 이슬람 국가가 라카 혁명여단과 다른 반군을 몰아낸 후 라카 혁명여단은 라카 주 교외로 이동했고, 쿠르드 주도의 인민수호부대와 동맹을 맺었다. 2014년 7월 단체와 다른 10여 개의 단체가 알레포를 떠나 라카 주에서 떠날 것을 위협받았다.
2014년 9월 라카 혁명여단은 인민수호부대와 자유 시리아군의 연정 단체인 유프라테스 화산 작전실에 참여했다. 이들은 미국으로부터 대전차 미사일을 비롯한 여러 장비를 받고 있음이 알려졌다. 이는 시리아 훈련 및 장비 프로그램의 일원이었다.
2015년 이들은 국경도시인 텔 아브야드를 향한 인민수호부대의 공세에 참여했다. 6월, 라카 혁명여단의 전투부대는 터키 국경에 근접했고, 단체는 라카로 이어지는 도로에 위치한 아인 이사에서 이슬람 국가와 싸우고 있었다. 라카 혁명여단의 규모는 알려져 있지 않았지만 100명 이상인 것으로 추정된다. 2015년 10월 라카 혁명여단은 북부 라카에서 이슬람 국가와 싸우기 위해 미국과 인민수호부대로부터 군 장비를 받고 있다고 밝혔다. 친반군 신문인 알타미미는 라카 혁명여단이 시리아가 통일 민간 민주국가가 되기를 원했다고 밝혔다.

## 시리아 민주군 예하 부대
2015년 11월 텔 아브야드 부족군이 단체에 통합되어 라카 혁명전선을 창설했고, 라카 혁명전선은 북부 시리아의 시리아 민주군에 참여했다. 그러나 쿠르드 단체가 북부 시리아의 아랍인들에게 잔학한 행위를 했다는 논란이 일면서 인민수호부대가 주도하는 쿠르드 단체와 아랍 단체 간의 긴장이 증가했다. 쿠르드와 아랍인이 동맹을 맺고 라카 혁명전선이 통치하는 지역을 포위하자 2015년 12월 말 이슬람 국가의 공격이 심화되었다. 2016년 1월 6일, 라카 혁명전선은 포위의 결과로 해산 중이라고 주장하는 성명을 발표했지만 해산의 원인은 밝혀지지 않았다. 해산 이후 이들은 라카 혁명전선이라는 이름은 그대로 썼다. 2015년 말, 단체는 재등장하여 시리아 민주군에 참여하기로 결정했다고 선언했다.
2016년 10월 20일 라카 혁명전선은 모든 대원이 여성인 "관대한 라카 대대"를 창설했다. 라카 전역 동안 라카 매 여단, 라카 순교자 여단, 자유 라카 여단이 교외 작전에 참여하면서 라카 혁명전선을 떠났다. 라카 혁명전선은 도시 탈환에 직접 참여할 것으로 예상되었다.
공세 동안 라카 혁명전선의 정치부는 인민수호부대가 이끈 공세를 비난했다. 이는 인민수호부대를 반대하는 정치부와 라카 혁명전선의 총지도자이자 군 사령관인 아부 이사 사이에 갈등을 낳았다. 이에 대응해 인민수호부대는 혁명전선의 본부를 포위한 후 기습했다.
2016년 12월 10일, 라카 전역의 두 번째 단계가 선언되었고 라카 혁명전선은 시리아 민주군 휘하에서 전역에 참여했다. 12월 25일 라카 혁명전선에서 긴장이 일었고 몇몇 군 지휘관들이 라카 매 여단으로 떠날 것을 선언했다. 이틀 후 라카 혁명전선의 지휘관들은 그들이 라카 매 여단에 붙잡혔고 그들의 탈퇴를 강요했으며, 그들은 여전히 라카 혁명전선에 충성을 바치고 있다고 선언했다.
2017년 5월 19일, 라카 혁명전선은 다른 시리아 민주군과 라카 전역에서 맡을 역할에 대해 논의하기 위해 회담을 가졌다. 시리아 민주군 사령관 후잠 아와크가 "민간 및 인도주의적 차원에서 혁명전선의 역할이 필수적일 것이다."라고 약속한 이후 라카 혁명전선은 공세에 참여하기 위해 부대를 파견했다.